# Gare de Mukōmachi
La gare de Mukōmachi (向日町駅, Mukōmachi-eki) est une gare ferroviaire localisée dans la ville de Mukō, préfecture de Kyoto. La gare est exploitée par la JR West.
La gare de Mukōmachi est l'une des trois gares ferroviaires de la ville de Mukō. les autres gares sont : la gare de Nishi-Mukō et la gare de Nishi-Mukō, qui sont exploitées par la ligne Hankyu Kyoto

## Trains
Le matin, la gare est seulement desservie par les trains locaux. 
L'après midi, les trains Rapid Service desservent la gare de Mukōmachi.
Les trains Special Rapid Service ne s'arrêtent pas à la gare de Mukōmachi.

## Disposition des quais
La gare de Mukōmachi dispose de deux quais centraux.
| 1 | ■Ligne JR Kyoto | Passage des trains                |
| 2 | ■Ligne JR Kyoto | pour Kyoto, Kusatsu et Maibara    |
| 3 | ■Ligne JR Kyoto | pour Shin-Osaka, Osaka, Sannomiya |
| 4 | ■Ligne JR Kyoto | Passage des trains                |

## Gares/Stations adjacentes
| Direction Osaka |  | JR West Ligne JR Kyōto                    |  | Direction Kyoto |
| Pas de service  |  | Special Rapid Service 新快速 Shin-Kaisoku |  | Pas de service  |
| Pas de service  |  | Rapid Service 快速 Kaisoku (le matin)     |  | Pas de service  |
| Nagaokakyō      |  | Local 普通 Futsū                          |  | Katsuragawa     |

L'après midi, les trains Rapid Service s'arrêtent à la gare de Mukōmachi et fonctionnent comme des trains locaux entre Takatsuki et Kyoto

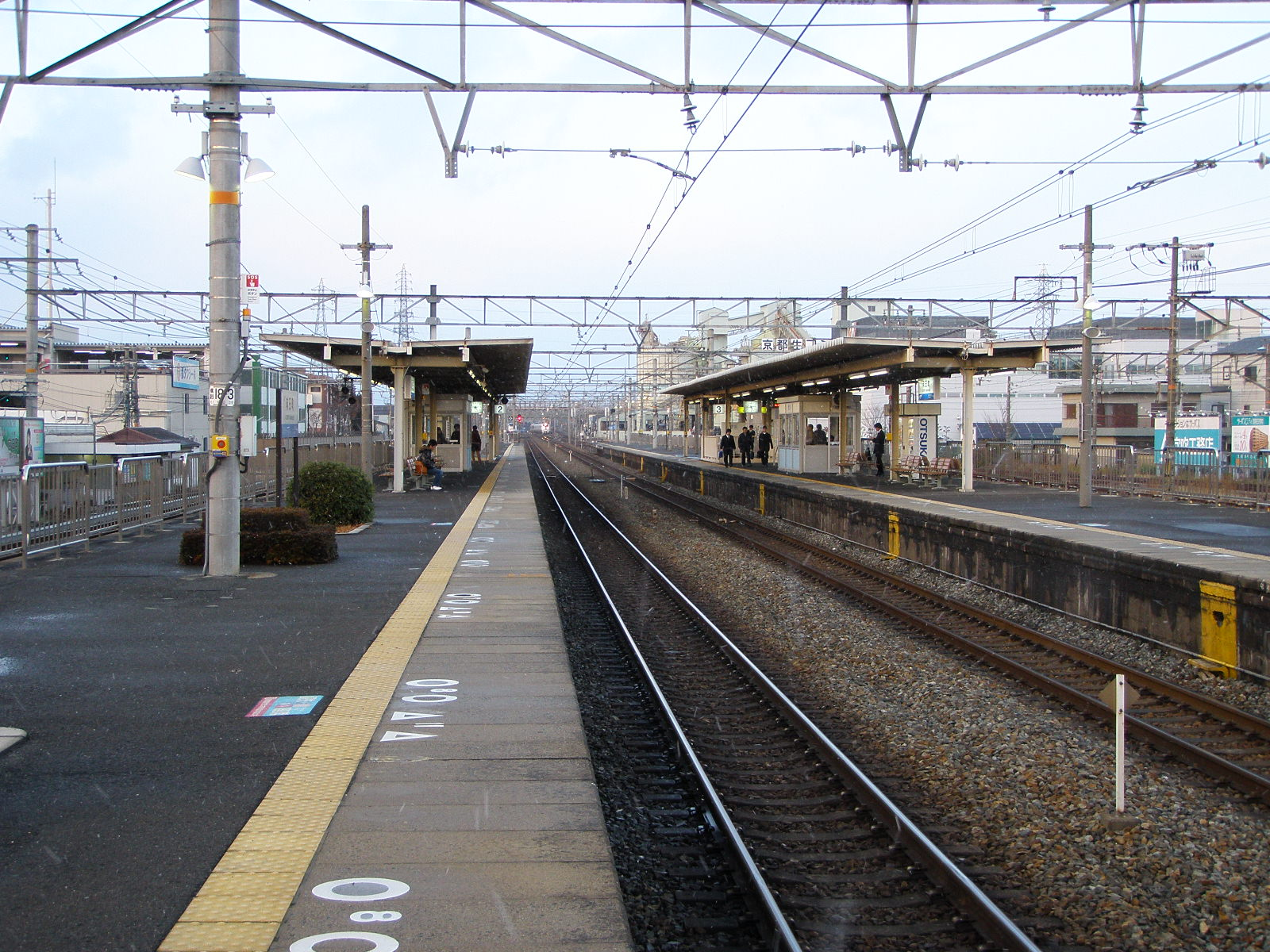
Quais